# La Vacheresse-et-la-Rouillie
Pour les articles homonymes, voir Vacheresse (homonymie).
La Vacheresse-et-la-Rouillie est une commune française située dans le département des Vosges, en région Grand Est.

## Géographie

### Localisation
| Saint-Ouen-les-Parey | Saint-Ouen-les-Parey         |               |
| Saint-Ouen-les-Parey | La Vacheresse-et-la-Rouillie | Crainvilliers |
| Sauville             | Martigny-les-bains           |               |

### Sismicité
Commune située dans une zone 1 de sismicité très faible.

### Hydrographie et les eaux souterraines
Hydrogéologie et climatologie : Système d’information pour la gestion des eaux souterraines du bassin Rhin-Meuse :
Territoire communal : Occupation du sol (Corinne Land Cover); Cours d'eau (BD Carthage),
Géologie : Carte géologique; Coupes géologiques et techniques,
 Hydrogéologie : Masses d'eau souterraine; BD Lisa; Cartes piézométriques.

#### Réseau hydrographique
La commune est située dans le bassin versant de la Meuse au sein du bassin Rhin-Meuse. Elle est drainée par l'Anger, le ruisseau de Sauville, le ruisseau de la Housse Roye et le ruisseau des Charmailles,.
L'Anger, d'une longueur totale de 27,9 km, prend sa source dans la commune de Dombrot-le-Sec et se jette  dans le Mouzon en limite de Circourt-sur-Mouzon et de Pompierre, après avoir traversé onze communes.

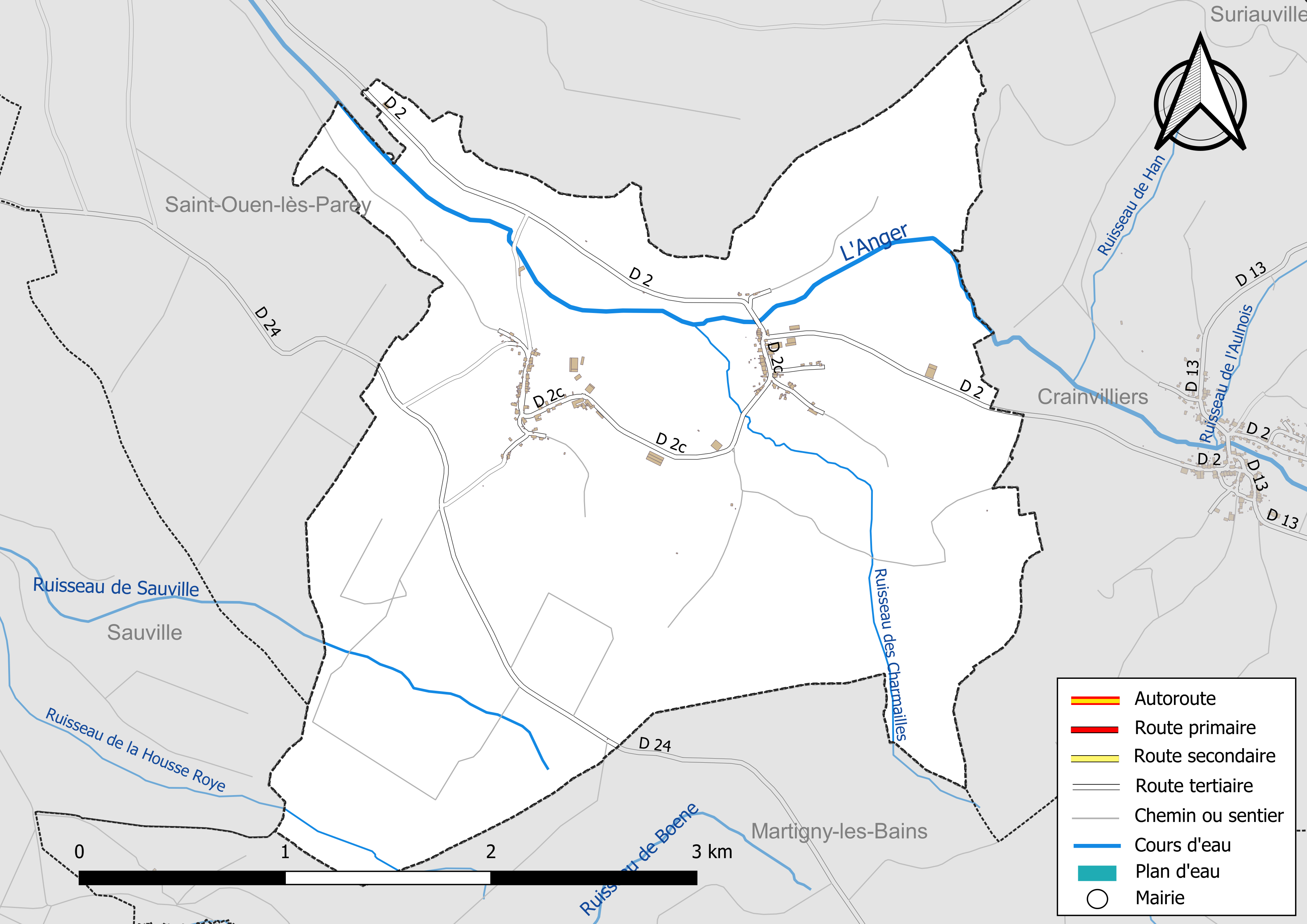
Réseaux hydrographique et routier de la Vacheresse-et-la-Rouillie.

#### Gestion et qualité des eaux
Le territoire communal est couvert par le schéma d'aménagement et de gestion des eaux (SAGE) « Nappe des Grès du Trias Inférieur ». Ce document de planification, dont le territoire comprend le périmètre de la zone de répartition des eaux de la nappe des Grès du trias inférieur (GTI), d'une superficie de 1 497 km2,  est en cours d'élaboration. L’objectif poursuivi est de stabiliser les niveaux piézométriques de la nappe des GTI et atteindre l'équilibre entre les prélèvements et la capacité de recharge de la nappe. Il doit être cohérent avec les objectifs de qualité définis dans les SDAGE Rhin-Meuse et Rhône-Méditerranée. La structure porteuse de l'élaboration et de la mise en œuvre est le conseil départemental des Vosges.
La qualité des cours d’eau peut être consultée sur un site dédié géré par les agences de l’eau et l’Agence française pour la biodiversité. 

### Climat
Pour des articles plus généraux, voir Climat du Grand Est et Climat des Vosges.
En 2010, le climat de la commune est de type climat de montagne, selon une étude du Centre national de la recherche scientifique s'appuyant sur une série de données couvrant la période 1971-2000. En 2020, Météo-France publie une typologie des climats de la France métropolitaine dans laquelle la commune est exposée à un climat océanique altéré et est dans la région climatique  Lorraine, plateau de Langres, Morvan, caractérisée par un hiver rude (1,5 °C), des vents modérés et des brouillards fréquents en automne et hiver. 
Pour la période 1971-2000, la température annuelle moyenne est de 9,3 °C, avec une amplitude thermique annuelle de 17 °C. Le cumul annuel moyen de précipitations est de 952 mm, avec 12,6 jours de précipitations en janvier et 9,4 jours en juillet. Pour la période 1991-2020, la température moyenne annuelle observée sur la station météorologique de Météo-France la plus proche, « St Ouen-lès-Parey_sapc », sur la commune de Saint-Ouen-lès-Parey à 4 km à vol d'oiseau, est de 10,0 °C et le cumul annuel moyen de précipitations est de 806,8 mm. 
La température maximale relevée sur cette station est de 39,4 °C, atteinte le 25 juillet 2019 ; la température minimale est de −22 °C, atteinte le 20 décembre 2009,,. 
Les paramètres climatiques de la commune ont été estimés pour le milieu du siècle (2041-2070) selon différents scénarios d'émission de gaz à effet de serre à partir des nouvelles projections climatiques de référence DRIAS-2020. Ils sont consultables sur un site dédié publié par Météo-France en novembre 2022.

## Urbanisme

### Typologie
Au 1er janvier 2024, La Vacheresse-et-la-Rouillie est catégorisée commune rurale à habitat dispersé, selon la nouvelle grille communale de densité à sept niveaux définie par l'Insee en 2022.
Elle est située hors unité urbaine. Par ailleurs la commune fait partie de l'aire d'attraction de Vittel - Contrexéville, dont elle est une commune de la couronne,. Cette aire, qui regroupe 72 communes, est catégorisée dans les aires de moins de 50 000 habitants,.

### Occupation des sols
L'occupation des sols de la commune, telle qu'elle ressort de la base de données européenne d’occupation biophysique des sols Corine Land Cover (CLC), est marquée par l'importance des territoires agricoles (54,3 % en 2018), une proportion identique à celle de 1990 (54,3 %). La répartition détaillée en 2018 est la suivante : 
prairies (54,3 %), forêts (45,6 %). L'évolution de l’occupation des sols de la commune et de ses infrastructures peut être observée sur les différentes représentations cartographiques du territoire : la carte de Cassini (XVIIIe siècle), la carte d'état-major (1820-1866) et les cartes ou photos aériennes de l'IGN pour la période actuelle (1950 à aujourd'hui).

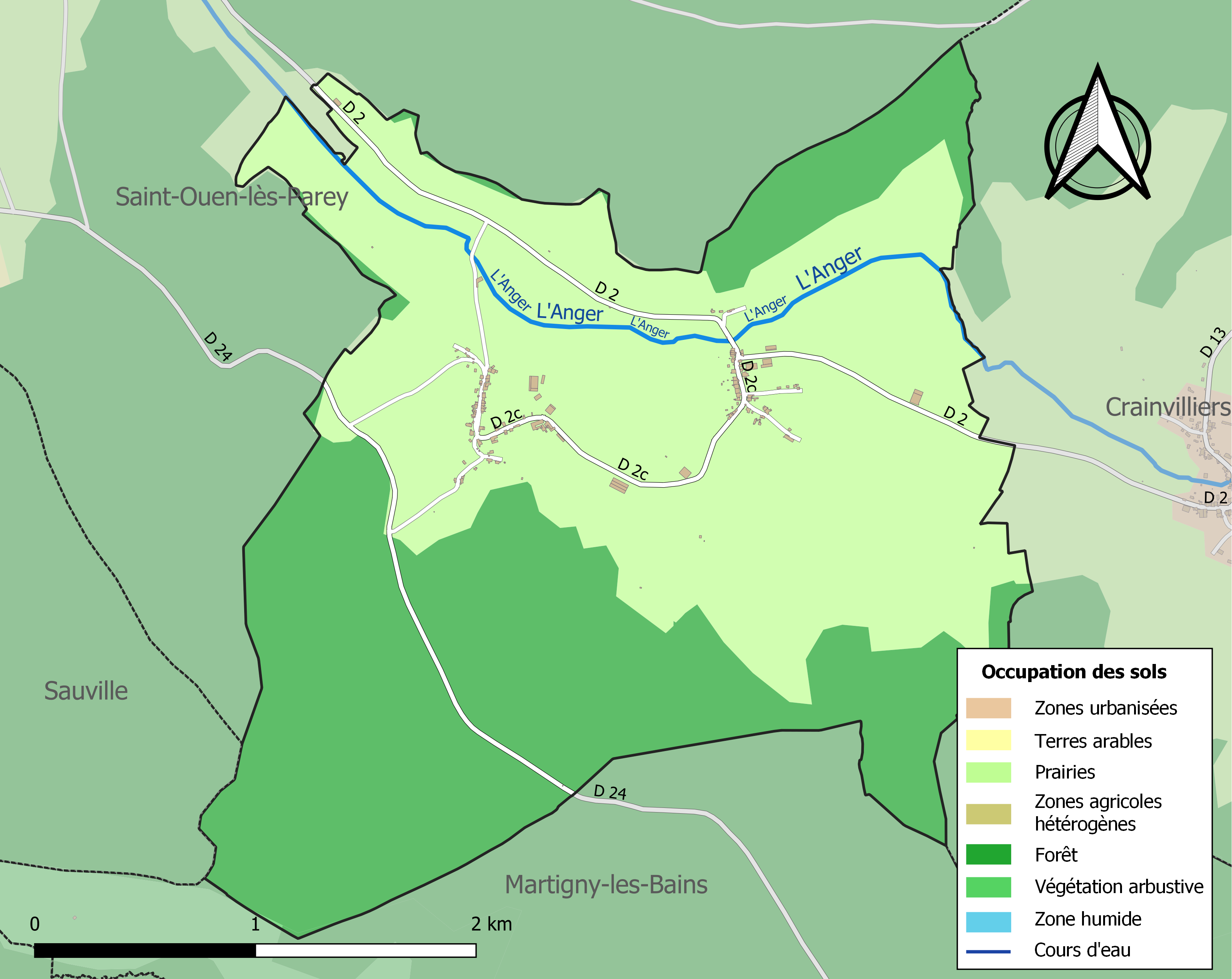
Carte des infrastructures et de l'occupation des sols de la commune en 2018 (CLC).

### Voies de communications et transports

#### Voies routières
- Autoroute A31 : Échangeurs Robécourt, Bulgnéville, Châtenois.

#### Transports en commun
- Fluo Grand Est.

#### Lignes SNCF

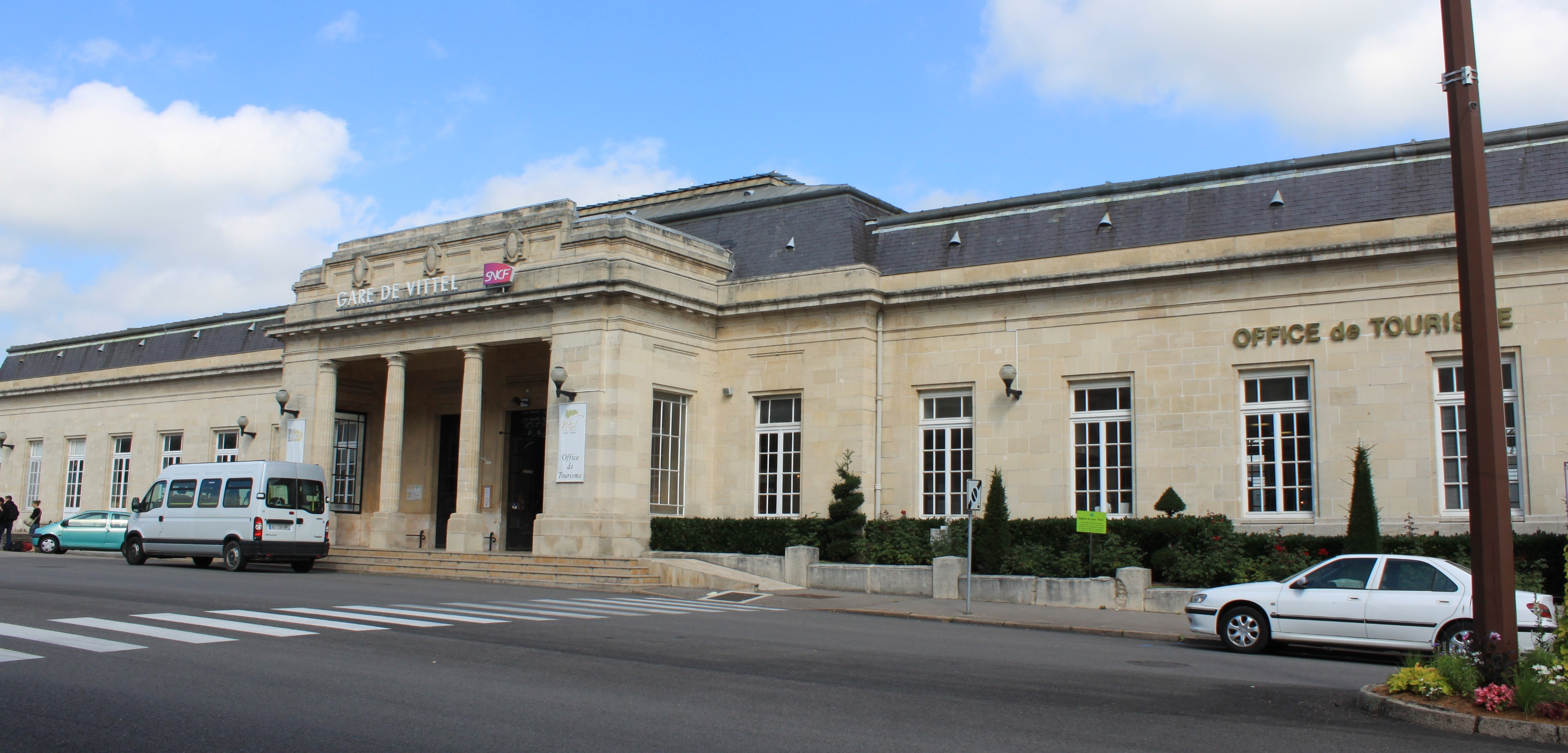
Gare de Vittel.

- Gare de Contrexéville
- Gare de Vittel
- Gare de Neufchâteau
- Gare de Merrey

## Toponymie
Le nom de la localité est attesté sous les formes De la Vacheresse et de la Roulie (1280) ; P. de la Vescherasce (1300) ; Vachericia (1322) ; La Roullie et la Vacheresse (1330) ; Habitans de la Rouillie et de la Vaicheresse (1340) ; « Communauté de la Ruillie et de la Vacheresse » (1374) ; Vacheresse-Rouillye (vers 1600) ; Lavacheresse-Roulliere (XVIIIe siècle) ; La Vacheresse et le Rouiller (1751) ; Vaccaria (1768).

Vaccaritia est le thème étymologique des noms « Vacheresse ». De l'oil vacheresse « vachère , fermière », qui a peut-être eu le sens de « bergère communale ».
La-Rouillie, ancien hameau, est attesté sous les formes La Rolleye (1238) ; La Roulie (1254) ; Abrietum de la Rulliee, la Rullie (1273) ; La Roillie (1312) ; La Roullie (1337) ; La Rouillie (1340) ; La Ruillie (1374) ; La Ruyllie (1494) ; La Reullie (1540) ; Reuillie (1572) ; Rouille (1683) ; « Le Rouillier avec la Vacheresse » (1711) ; La Rouillé (1773) ; La Roullière (XVIIIe siècle).

Rouillie : (de rouillon : talus), à Jamioulx c'est le nom d'un grand bois en talus dominant la rivière de l'Eau d'Heure.

Rouillie aurait été un gué dont le fond a été tapissé de fagots afin de pouvoir traverser plus facilement un ruisseau. Selon la tradition locale, la Rouillie aurait été un lieu où l'on « rouillissait » le lin autrefois.

## Histoire
Le nom du village, De la Vacheresse et de la Roulie, est attesté dès 1280. 

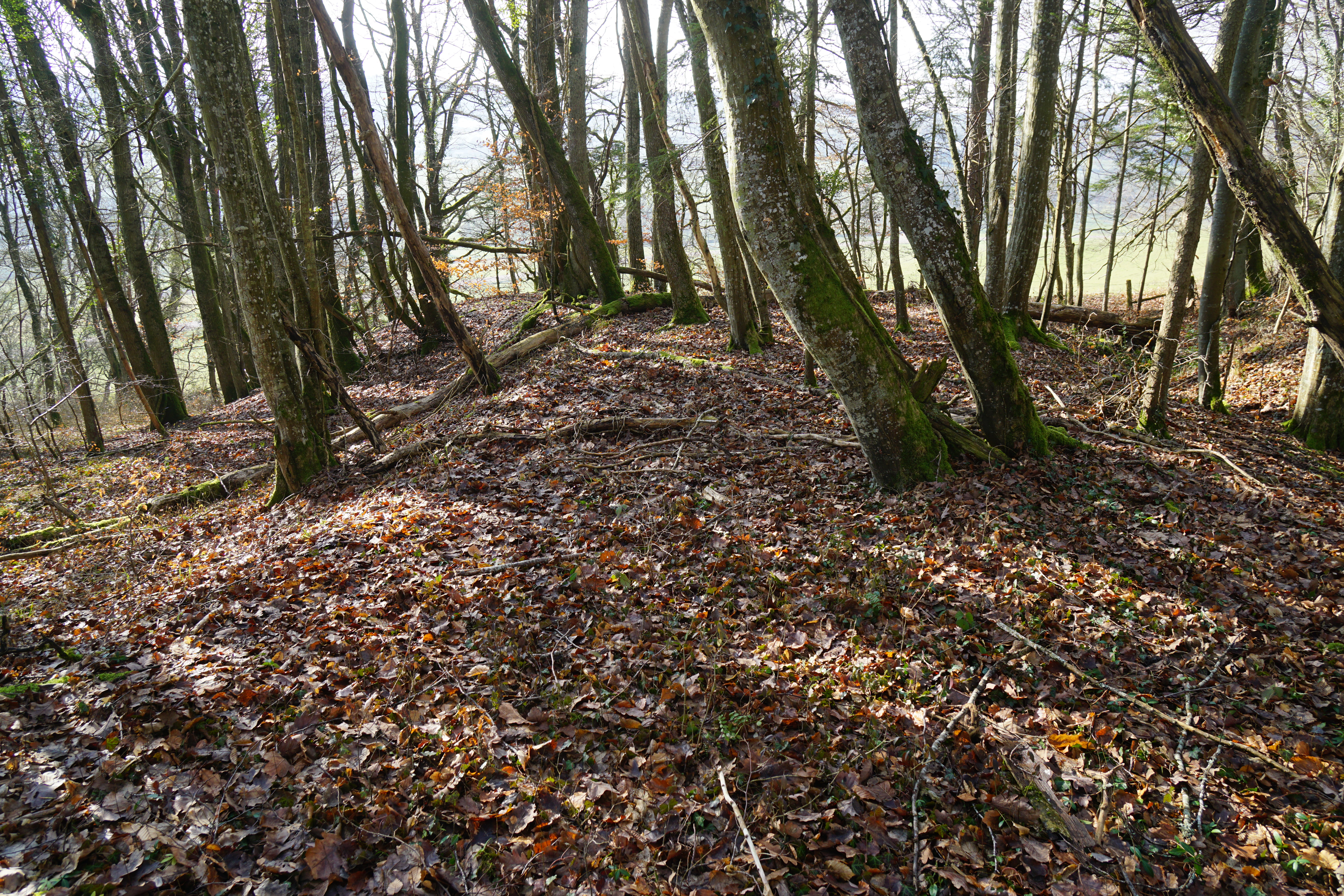
Terril d'un ancien puits de charbon situé au nord du hameau de La Roullie.

La commune dépendait du bailliage de Bassigny et de la prévôté de Bourmont. 
La Vacheresse-et-La-Rouillie dépendait des mêmes seigneurs que Crainvilliers : les familles de Torneille, du Châtelet et de Coublans.
Au spirituel, l’église de La Vacheresse était annexe de Saint-Ouën, dont le patronage appartenait au chapitre de Remiremont, et celle de La Rouillie, annexe de Crainvilliers, dépendait de l’abbé de Flabémont.
Des mines de charbon sont exploitées au XIXe siècle.

## Politique et administration
| Période                                  | Période                       | Identité         | Étiquette | Qualité |
| ---------------------------------------- | ----------------------------- | ---------------- | --------- | ------- |
| Les données manquantes sont à compléter. |                               |                  |           |         |
| avant 1988                               |                               | Jackie Lhuillier |           |         |
| mars 2001                                | En cours (au 18 février 2015) | Gisèle Dutheil   |           |         |

### Budget et fiscalité 2022
En 2022, le budget de la commune était constitué ainsi :
- total des produits de fonctionnement : 153 000 €, soit 1 277 € par habitant ;
- total des charges de fonctionnement : 111 000 €, soit 924 € par habitant ;
- total des ressources d'investissement : 98 000 €, soit 813 € par habitant ;
- total des emplois d'investissement : 47 000 €, soit 391 € par habitant ;
- endettement : 63 000 €, soit 527 € par habitant.

Avec les taux de fiscalité suivants :
- taxe d'habitation : 20,10 % ;
- taxe foncière sur les propriétés bâties : 43,23 % ;
- taxe foncière sur les propriétés non bâties : 26,65 % ;
- taxe additionnelle à la taxe foncière sur les propriétés non bâties : 38,75 % ;
- cotisation foncière des entreprises : 15,20 %.

Chiffres clés Revenus et pauvreté des ménages en 2021 : médiane en 2021 du revenu disponible, par unité de consommation : 23 290 €.

## Économie

### Entreprises et commerces

#### Agriculture
- Élevage de vaches laitières.
- Élevage d'autres bovins et de buffles.
- Élevage d'ovins et de caprins.
- Exploitation forestière.

#### Tourisme
- Hébergements et restauration à Bulgnéville, Contrexéville, Vittel, Doncourt-sur-Meuse, Châtenois.

#### Commerces
- Commerces et services de proximité.

## Population et société

### Démographie

#### Évolution démographique
L'évolution du nombre d'habitants est connue à travers les recensements de la population effectués dans la commune depuis 1793. Pour les communes de moins de 10 000 habitants, une enquête de recensement portant sur toute la population est réalisée tous les cinq ans, les populations de référence des années intermédiaires étant quant à elles estimées par interpolation ou extrapolation. Pour la commune, le premier recensement exhaustif entrant dans le cadre du nouveau dispositif a été réalisé en 2007.

En 2022, la commune comptait 128 habitants, en évolution de −0,78 % par rapport à 2016 (Vosges : −2,96 %, France hors Mayotte : +2,11 %).
| 1793 | 1800 | 1806 | 1821 | 1831 | 1836 | 1841 | 1846 | 1856 |
| ---- | ---- | ---- | ---- | ---- | ---- | ---- | ---- | ---- |
| 533  | 572  | 581  | 555  | 600  | 614  | 592  | 570  | 484  |

| 1861 | 1866 | 1876 | 1881 | 1886 | 1891 | 1896 | 1901 | 1906 |
| ---- | ---- | ---- | ---- | ---- | ---- | ---- | ---- | ---- |
| 480  | 483  | 464  | 429  | 375  | 341  | 326  | 318  | 306  |

| 1911 | 1921 | 1926 | 1931 | 1936 | 1946 | 1954 | 1962 | 1968 |
| ---- | ---- | ---- | ---- | ---- | ---- | ---- | ---- | ---- |
| 264  | 213  | 198  | 210  | 216  | 214  | 211  | 178  | 141  |

| 1975 | 1982 | 1990 | 1999 | 2006 | 2007 | 2012 | 2017 | 2022 |
| ---- | ---- | ---- | ---- | ---- | ---- | ---- | ---- | ---- |
| 145  | 149  | 147  | 125  | 121  | 120  | 135  | 125  | 128  |

### Enseignement
Établissements d'enseignements :
- Écoles maternelles et primaires à Saint-Ouen-lès-Parey, Martigny-les-Bains, Bulgnéville, Vrécourt, Dombrot-le-Sec.
- Collèges à Martigny-les-Bains, Contrexéville, Lamarche, Mandres-sur-Vair, Vittel.
- Lycées à Contrexéville, Mandres-sur-Vair, Neufchâteau.

### Santé
Professionnels et établissements de santé :
- Médecins à Martigny-les-Bains, Vrécourt, Bulgnéville, Lamarche, Contrexéville, Vittel, Mont-lès-Lamarche.
- Pharmacies à Martigny-les-Bains, Vrécourt, Bulgnéville, Lamarche, Contrexéville, Vittel, Bourmont.
- Hôpitaux à Lamarche, Vittel, Neufchâteau, Mattaincourt, Mirecourt.

### Cultes
- Culte catholique, Paroisse Saint-Basle-de-la-Plaine[34], Diocèse de Saint-Dié.

## Lieux et monuments

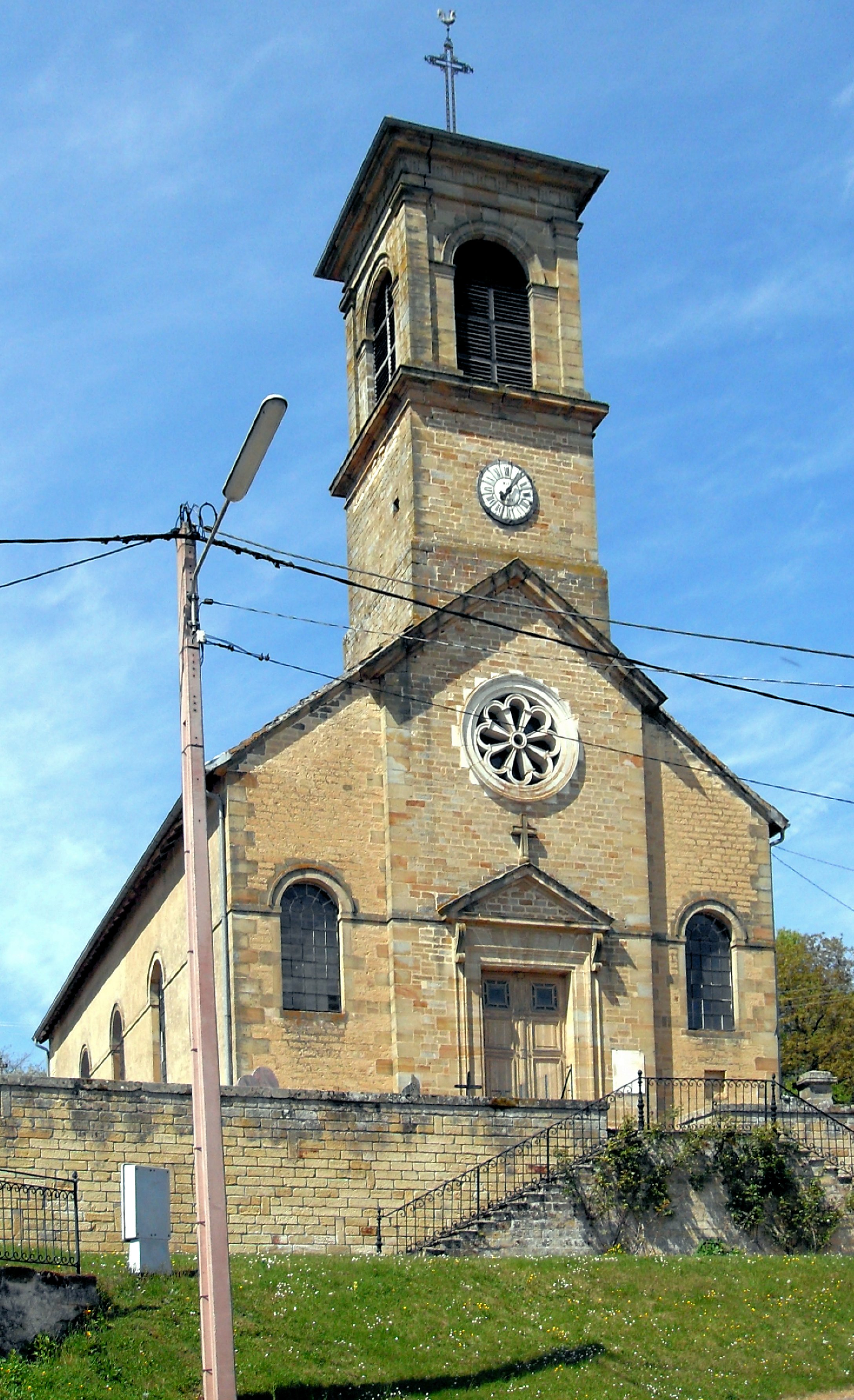
L'église Notre-Dame-de-la-Nativité de La Vacheresse.
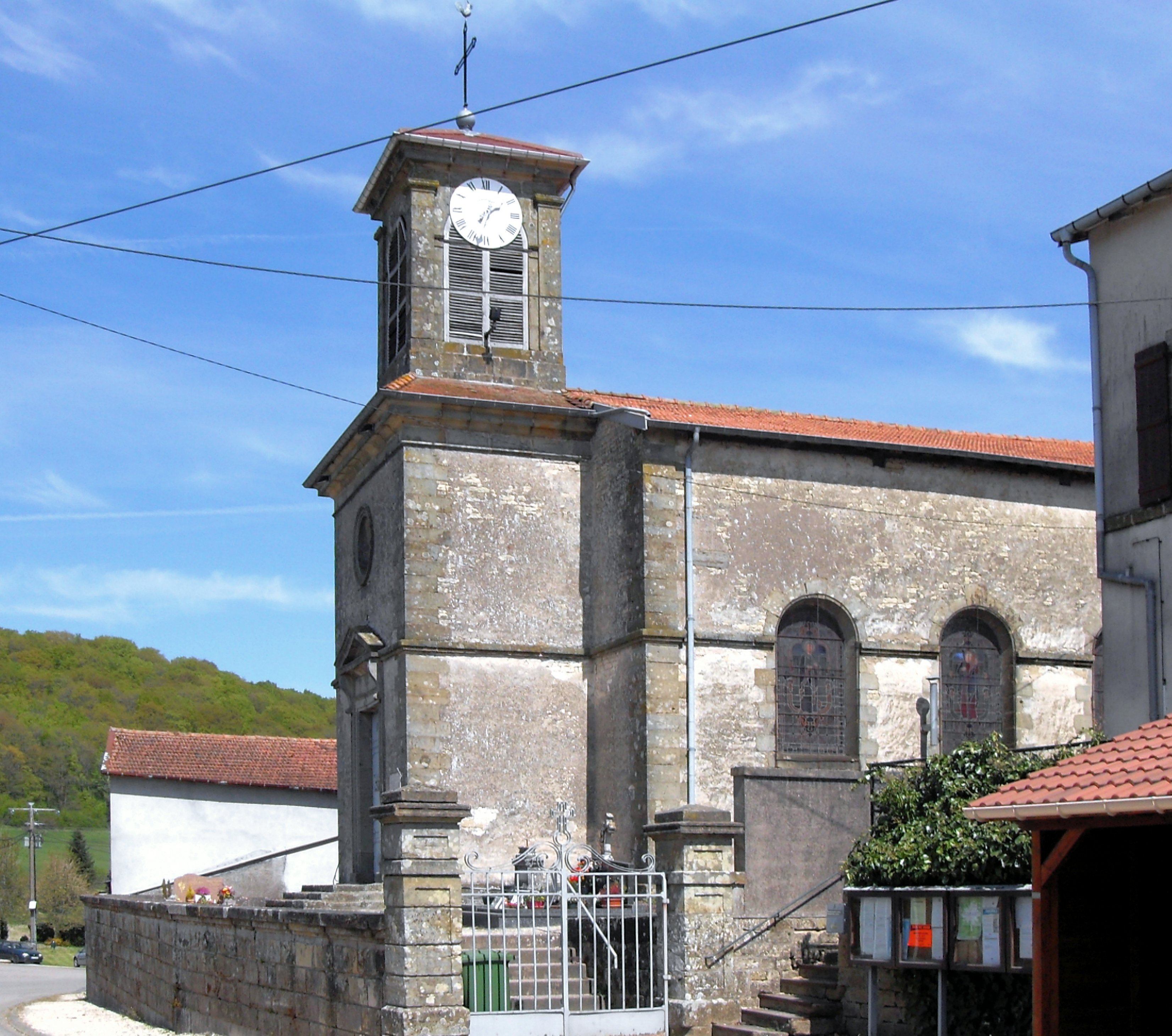
L'église Saint-Nicolas de La Rouillie.

La commune a deux églises :
- L'église Notre-Dame-de-la-Nativité de La Vacheresse[36].
- L'église Saint-Nicolas de La Rouillie[37].
- Patrimoine architectural rural recensé par le service régional de l'Inventaire général du patrimoine culturel[38].

Fermes.
Fontaine-abreuvoir.
Fontaine-lavoir-abreuvoir.
Puits-pompe à eau.
Lavoir-école-mairie.
- Plaque commémorative, guerre 1914-1918[44].
- Espaces naturels[45] :

1 Espace protégé hors Natura 2000,
1 Espace protégé Natura 2000,
2 Zones naturelles d'intérêt écologique, faunistique et floristique (Znieff).

## Pour approfondir